# Rehearsals for Retirement
Rehearsals for Retirement ist das fünfte Studioalbum von Phil Ochs, das 1969 bei A&M Records veröffentlicht wurde.

## Hintergründe
Das Album wurde aufgenommen nach Ochs’ Aufenthalt auf der Democratic National Convention 1968 in Chicago, wo Ochs behauptete, Zeuge des symbolischen Todes Amerikas gewesen zu sein.
Es wird oft als das dunkelste von Ochs’ Alben angesehen, was nicht nur durch die Texte veranschaulicht wird, sondern auch an dem Cover: ein Grabstein, der verkündet, Ochs sei in Chicago gestorben.
Das Album verkaufte sich zur Erscheinung nicht so stark und war eines der schwächeren Alben Ochs’. 1998 wurde es in die Liste 100 Records That Set the World on Fire (While No One Was Listening) (deutsch: 100 Aufnahmen, die die Welt brennen ließen (während niemand zuhörte)) von The Wire aufgenommen und stark gelobt. So war das Album nach seinem Tod deutlich beliebter.

## Stil
Musikalisch erkundete Ochs den Folk-Rock und integrierte Orchesterbegleitungen und E-Gitarren in seine Musik.

## Themen
Der englische Wissenschaftler David Pichaske, dass einige Songs „Kunst-Protestlieder“ seien. Pretty Smart - on My Part wurde aus der Perspektive eines Mitglieds der John Birch Society geschrieben, das paranoid gegenüber Springmesser-tragenden Dieben, Aktivisten, abweichenden Anhaltern und dominanten Frauen sei und auf diese Paranoia einwirkt, indem er sie und andere mit einem Gewehr tötet. Pichaske interpretierte die Erzählung als psychologische Analyse der Gewalt in den Vereinigten Staaten fest. Das Lied The Scorpion Departs but Never Returns benutzte das Verschwinden des Atom-U-Boots Scorpion im Jahr 1968 als Allegorie für eine moderne „verlorene Generation“, die die USA als Reaktion auf den Vietnamkrieg aufgab.

## Cover
Das Cover zeigt einen Grabstein von Phil Ochs, welches sagt, dass Ochs in Chicago starb.

## Titelliste
A-Seite
1. Pretty Smart on My Part – 3:18
2. The Doll House – 4:39
3. I Kill Therefore I Am – 2:55
4. William Butler Yeats Visits Lincoln Park and Escapes Unscathed - 2:55
5. [Untitled] (commonly called Where Were You in Chicago?) – 0:29
6. My Life – 3:12

B-Seite
1. The Scorpion Departs but Never Returns – 4:15
2. The World Began in Eden and Ended in Los Angeles – 3:06
3. Doesn’t Lenny Live Here Anymore? – 6:11
4. Another Age – 3:42
5. Rehearsals for Retirement – 4:09

Alle Songs sind von Phil Ochs geschrieben.

## Besetzung
- Phil Ochs – Gitarre, Gesang, Text
- Larry Marks – Produzent
- Lincoln Mayorga – Klavier, Akkordeon
- Bob Rafkin – Gitarre, Bass
- Kevin Kelley – Schlagzeug
- Ian Freebairn-Smith – Arrangements